# メトロ ラストライト
『メトロ ラストライト』（Metro: Last Light）は、ウクライナの4A Gamesが2013年に開発したシューティングゲームである。

## 概要
核戦争後のモスクワを舞台にしたドミトリー・グルホフスキーの小説を原作とする『メトロ2033』の続編で、2011年のE3で開発が発表された。発売は前作を担当したTHQが2012年12月にチャプター11を申請して経営破綻したため、Deep Silver社がその権利を取得し、同社から発売された。PS3版はPSN、Xbox 360版はXbox Liveにそれぞれ対応している。また、Wii U版の開発も計画されていたが中止となった。
前作同様、画面に体力ゲージや弾薬数などのテレビゲーム的表示を極力排除したほか、主人公がとった行動に応じて、エンディングの内容が分岐する仕組みなど、新しい要素も導入されている。
日本においては、PlayStation 3及びXbox 360版は、前作を手掛けたスパイクの後身であるスパイク・チュンソフトから発売された。ロシア語・英語・日本語の3種類の音声及び、日本語と英語の字幕が収録されている。なお、日本語化にあたり、一部映像表現の変更も行われている。PC版は、パッケージ版は発売元がサイバーフロントに変更されたが、ダウンロード版は前作パッケージ版と同じズーから発売されている。英・露2か国語の音声に日本語字幕が用意されている。

## あらすじ
アルチョムがダークワンという名のミュータントを壊滅させてから1年後の2034年。ポリス駅でレンジャーをしていたアルチョムのもとに、ダークワンがまだ生きているという知らせが入る。

## 主な登場人物

### スパルタンオーダー
スパルタンオーダーとは、メトロの治安を守る組織のことである。本部をポリスに置き、秘密軍事施設D6を拠点として活動している。兵士の数は100人にも満たない。スパルタとも呼ばれる。
アルチョム
日本語音声：てらそままさき
本作の主人公。前作においてD6を発見し、ダークワンを壊滅させたことにより、本作では晴れてレンジャーとなった。ダークワンとの交信を可能にする能力を持つ。
母親は戦争が勃発してすぐに亡くなっている。また、幼少期に友人2人と共にエアロックの扉を開き、ダークワンがメトロ内に出現する原因を作ったが、そのことを誰にも打ち明けられずにいる。
ミラー
日本語音声：間宮康弘
オーダーのリーダーで旧ソビエト連邦軍人。ダークワンの保護を訴えるカーンを拘束する等、ダークワンを最大の脅威だと考えている。
アンナ
日本語音声：田中敦子
ミラーの娘である腕利きの狙撃手。男まさりで粗暴。当初はアルチョムのことを「ウサギさん」と呼んで揶揄していたが、徐々に彼の実力を認めていく。
ウルマン
日本語音声：奥田啓人
オーダー所属のレンジャー。ひょうきん者。前年のダークワン掃討作戦にはアルチョムらとともに参加した。原作の『メトロ2033』では"ウリマン"と表記される。
ウラジミール
日本語音声：楠見尚巳
オーダーの一員で、武器庫の管理をしている。前年のダークワン掃討作戦にはアルチョムらとともに参加した。

### 共産主義者（レッドライン）
共産主義者とは、メトロ屈指の最強国家で、人類を1つの国家に集めて、メトロに平和をもたらすことを熱望する組織。ファシスト（第四帝国）と敵対状態にある。1万5000人の兵を持つ。
パヴェル
日本語音声：後藤ヒロキ
アルチョムと共にファシストに捕えられた勇敢な捕虜仲間。2人で協力し脱出を試みる。
モスクビン
日本語音声：秋元羊介
共産主義者のリーダーで書記長。部下のコルブトに弱みを握られているらしく、彼の操り人形と化している。
コルブト
日本語音声：大川透
共産主義者勢力の将軍。隻眼が特徴。実質的なリーダーとして、上官のモスクビンに代わって指揮を執っている。
レスニスキー
日本語音声：森田順平
元オーダー。D6の研究施設から化学兵器を盗み出し、その後行方をくらませていた。
レオニード
日本語音声：新垣樽助
モスクビン書記長の息子。暴力的な父とは打って変わって心優しい性格をしている。

### その他
カーン
日本語音声：高瀬右光
霊能力者で自称チンギス・ハーンの生まれ変わり。前回作戦時、アルチョムの前に現れた。ダークワンの存在を人類の敵ではないと思っている。
生存していた1匹の幼きダークワンを発見し、交信能力を持つアルチョムを引き連れて意思の疎通を図り、両者の和解を考えている。原作の『メトロ2033』では"ハン"と表記される。
アンドレイ
日本語音声：坂巻学
アルチョムとカーンの友人である鍛冶屋。本作では駅から離れた場所で一人暮らしをしている。「レジーナ号」というレールカーを開発し、難民を逃がす手助けをしている。
ヒョードル
日本語音声：ふくまつ進紗
ヴェニスの漁師。とある出来事を機にアルチョムと共闘する。
サイモン
日本語音声：小形満
ヴェニスに暮らすスタルカー。治安維持にあたっており、地区に巣くう共産主義者を一掃しようと画策する。
ファシスト兵
日本語音声：井丸岡篤
共産主義者と敵対するファシスト所属の兵士。頭の形が正しくないという理由だけで処刑を行う。

## ダウンロードコンテンツ
本作発売後に追加された追加コンテンツ。最初のコンテンツとなる“ファクションパック”は2013年7月にリリースされた。日本では配信されていないが、高画質リマスター版の『メトロ リダックス』にはあらかじめ収録されている。
ファクションパック
ストーリーに登場する、レッドライン、ポリス、帝国の3勢力から見た視点で描いたシナリオ。用意されるマップは『メトロ2033』に登場した地点である。
タワーパック
戦闘シミュレーター“ザ・タワー”の頂上を、敵を倒しながら目指すモード。オンライン対応。
デベロッパーパック
登場するキャラクターや敵、武器のデータに加え、火炎放射器を使って銃撃戦の行われている場所から脱出するモードも収録。
クロニクルパック
ストーリーに登場する、アンナ、カーン、ウルマン、パヴェルの4人から見た視点で描いたシナリオ。

## 評価
『週刊ファミ通』2013年8月8日号のクロスレビューでは、40点満点で35点を獲得、プラチナ殿堂入りした。GameSpotでは10点満点の9点であった。

## 関連作品
- メトロ2033 - 原作及びゲーム版1作目。
- メトロ エクソダス - ゲーム版3作目。
- メトロ リダックス - 本作および前作の『メトロ2033』をPlayStation 4及びXbox Oneなどに向けて、高画質化した上で1本にまとめた作品。プレイモードの追加も行われている。